# Walter Kindler
Walter Kindler (* 25. Mai 1940 in Wien) ist ein österreichischer Kameramann.

## Werdegang
Kindler hat in Wien die Höhere Graphische Bundes-Lehr- und Versuchsanstalt (HGBLuVA) besucht und wurde beim ORF zum Kameraassistenten ausgebildet. Nach einem zweijährigen Aufenthalt als Fotograf und Kameramann in den USA arbeitete er ab 1965 als freischaffender Kameramann in Österreich.
1969 gründete er mit dem Bühnenbildner Fritz Gabriel Bauer die Filmproduktionsfirma Moviegroup, aus der das Kameraunternehmen Moviecam hervorging.
Von 1968 bis in die Gegenwart war Walter Kindler bei mehr als 60 TV- und Kinoproduktionen als Kameramann tätig, darunter der Kinofilm Kottan – Den Tüchtigen gehört die Welt aus der Kottan ermittelt-Reihe, Kaisermühlenblues, SOKO Kitzbühel und Wir sind Kaiser, aber auch für die Fernsehreihen Tatort und Der Bulle von Tölz.
Kindler ist Vorstandsmitglied des Verbandes österreichischer Kameraleute und Mitglied des deutschen Berufsverbandes Kinematografie (BVK)

## Professur
Walter Kindler war ab 1994 als Gastprofessor an der Filmakademie Wien tätig. 1996 wurde zum ordentlichen Professor bestellt.

## Privatleben
Kindler ist mit der Filmeditorin Ingrid Koller verheiratet.

## Filmografie (Auswahl)
- 1968: 69 Liebesspiele
- 1968: Moos auf den Steinen
- 1971: Der Fall Jägerstätter (Fernsehfilm)
- 1981: Den Tüchtigen gehört die Welt
- 1982: Sei zärtlich, Pinguin
- 1988: Tatort: Feuerwerk für eine Leiche (Fernsehreihe)
- 1990: Weiningers Nacht
- 1990: Landläufiger Tod (Fernsehfilm)
- 1992: Dead Flowers
- 1993–1997: Kaisermühlenblues (Fernsehserie, 26 Folgen)
- 1995: Der Kopf des Mohren
- 1996: Ein fast perfekter Seitensprung
- 1998: Der Kronzeuge (Pilotfilm der Serie Medicopter 117)
- 1998: Hinterholz 8
- 1999–2002: MA 2412 (Fernsehserie, 25 Folgen)
- 1999: Der Bulle von Tölz: Ein Orden für den Mörder (Fernsehreihe)
- 2000: Der Bulle von Tölz: Rote Rosen
- 2002–2005: SOKO Kitzbühel (Fernsehserie, 12 Folgen)
- 2007–2012: Wir sind Kaiser (Fernsehserie, 52 Folgen)
- 2007: Der geköpfte Hahn
- 2008: La Bohème
- 2010: Vitásek? (Fernsehserie, 5 Folgen)
- 2013: Polt
- 2015: Tatort: Gier
- 2017: Wir töten Stella
- 2018: Alt, aber Polt (Fernsehfilm)

## Auszeichnungen
- 1994: Romy – Beste Kamera für Dead Flowers[4]
- 2014: Romy – Beste Kamera TV-Film für Polt[5]